# Nicola Chesini
Nicola Chesini (Negrar, 18 gennaio 1974) è un ex ciclista su strada italiano.
Professionista dal 2000 al 2002, fu coinvolto in uno scandalo doping e arrestato al Giro d'Italia 2002.

## Carriera
Da dilettante vinse il Circuito del Porto-Trofeo Internazionale Arvedi nel 1998 e il Trofeo Città di Castelfidardo nel 1999. Da professionista ottenne una sola vittoria, una tappa alla Settimana Internazionale di Coppi e Bartali nel 2001 in maglia Tacconi Sport-Vini Caldirola. Nel 2002 prese parte al Giro d'Italia. Al termine della quinta tappa fu accusato di associazione per delinquere, ricettazione e violazione della legge antidoping e condannato agli arresti domiciliari.  Questo fatto segnò la fine della carriera professionistica.

## Palmarès
- 1998 (dilettanti)

Targa d'Oro Città di Legnano
Circuito del Porto-Trofeo Internazionale Arvedi
- 1999 (dilettanti)

Coppa Città di Melzo
Coppa Caduti Nervianesi
Trofeo Antonietto Rancilio
Trofeo Città di Castelfidardo
Gran Premio Fiera della Possenta
Circuito Castelnovese
- 2001 (Tacconi Sport-Vini Caldirola, una vittoria)

5ª tappa Settimana Internazionale di Coppi e Bartali (Chianciano Terme > Chianciano Terme)

## Piazzamenti

### Grandi Giri
- Giro d'Italia

2002: non partito (6ª tappa)

### Classiche monumento
- Milano-Sanremo

2002: ritirato